# Hippocampus bargibanti
Hippocampus bargibanti és una espècie de peix de la família dels singnàtids i de l'ordre dels singnatiformes.

## Morfologia
Els mascles poden assolir els 2,4 cm de longitud total.

## Distribució geogràfica
Es troba a Indonèsia, Papua Nova Guinea, Queensland (Austràlia) i Nova Caledònia.